# Juan Moreno Jordán
Juan Moreno Jordán (Valencia, España, 12 de octubre de 1957) es un exfutbolista español que se desempeñaba como centrocampista. en equipos como Real Madrid Castilla o Deportivo de La Coruña.

## Clubes
| Club                         | País   | Año       |
| ---------------------------- | ------ | --------- |
| Real Madrid Castilla C. F.   | España | 1978-1981 |
| R. C. Deportivo de La Coruña | España | 1981-1986 |